# Béréba
Bereba là một tổng Tuy (tỉnh) ở phía nam Burkina Faso. Dân số năm 2006 là 25.304 người. Thủ phủ là thị xã Béréba.

## Các thị xã và làng xã
Bankoni, Bihoun, Boho-Beraba, Bokuy-Ouest, Bomba, Dabéré, Dakoni, Dimikuy, Dorokuy, Doumien, Douro, Duo, Duowakuy, Gnindekuy, Kassaho, Keindeni, Koura, Lofikahoun, Lokoa, Maro, Ouakuy, Ouani, Ouoro, Popioho, Tiawama, Tiombio, Tioro và Yabé.